# Otter Key
Otter Key est une île des Keys, archipel des États-Unis d'Amérique situé dans le golfe du Mexique au sud de la péninsule de Floride. Elle est située dans la baie de Floride et relève du parc national des Everglades.